# Hendrik van der Woerd
Hendrik Gerardszn van der Woer(dt) ook wel Hendrik van Heemskerk (overleden tussen 20 en 29 mei 1359 te Delft) was Heer van Hoge en Lage Woerd "(Worth)", door huwelijk heer van Liesvelt en een Kabeljauwse opstandige. Hij ontpopte zich als rebel tegen het grafelijk bestuur in Holland, in de periode 1357-59, door waarschijnlijke een familievete met de Van Brederodes, die hem fataal werd in Delft.

## Levensloop
Hij was een zoon van Gerard Bartoud van Heemskerk en Aleid van der Woerdt. Zijn vader bekleedde korte tijd de functie van "baljuw van Medemblik" (1337). Hij kreeg via zijn moeder de erfrechten over Hoge en Lage Woerd en omstreeks 1350 huwde hij met Beatrix van Liesveldt en werd hiermede door ook heer van de heerlijkheid Liesvelt in de Albrandswaard.
Het geslacht Van der Woerd was vazal (ondergeschikte) van de Heren en vrouwen van Voorne en hadden hun bezittingen genaamd "Hoge Woerd" bestaand uit 1 morgen land in Naaldwijk en "Lage Woerd" 4 morgen land in de omgeving Maasland, waar ze ook het bezit hadden van een tolhuis genaamd "de Woerdhoeve".
Van zijn vaders zijde was hij een Van Heemskerk, een riddergeslacht die bezittingen bezat in Kennemerland. Zijn oom was Gerard III van Heemskerk die zich als raadslid van de graaf van Holland zich in hoge kringen begaf en voor zijn familie goede functies wist te regelen. Echter braken rond 1350 de Hoekse en Kabeljauwse twisten uit en Gerard III was een van de hoofdondertekenaars van de Kabeljauwse verbondsakte, daarbij was een vete ontstaan tussen de geslachten Van Heemskerk en Van Brederode, die elkaar voornamelijk betwisten om de hoge functie "Baljuw van Kennemerland". In 1358 werd de titel van Baljuw gegeven aan de "Hoekse" Van Brederode terwijl het jaar daarvoor Gijsbrecht II van Nijenrode om onduidelijke redenen deze functie kwijt raakte en de Van Heemskerkers ook deze positie regelmatig hadden bekleed, dit zaaide opstand. Hendrik van der Woerd zou voor 1350 nog door het leven zijn gegaan als Hendrik van Heemskerk en voornamelijk nevenfuncties hebben bekleed onder zijn vader Gerard Barthout en neef Wouter van Heemskerk.

### Aanslag in Castricummerzand
Hendrik van der Woerd raakte tussen 1357 en 1359 betrokken in de Hoekse en Kabeljauwse twisten als Kabeljauwse opstandige, al wordt hij nog niet met name genoemd. Op 6 oktober 1358 worden Reinoud I van Brederode en zijn mannen in een hinderlaag gelokt door circa 30 mannen in de korte omgeving van Kasteel Heemskerk, hierbij worden drie ambtsbekleders van Reinoud gedood, Reinoud zelf weet naar de kerk van Castricum te vluchten en schuilt daar om zijn aanvallers te ontvluchten. Hij wordt geholpen door de burgers van Castricum om van zijn belagers af te komen. Hendrik van der Woerd werd nooit als deelnemend dader genoemd in de geschriften, maar de familieband met Wouter van Heemskerk doet suggereren dat Van der Woerd betrokken was bij de aanslag in Castricummerzand op heer Reinoud van Brededrode, de daders zouden naar het kasteel van Heemskerk gevlucht zijn en onderdak gekregen hebben van de heer van Heemskerk en een aantal zouden vervolgens naar Delft ontvlucht zijn.

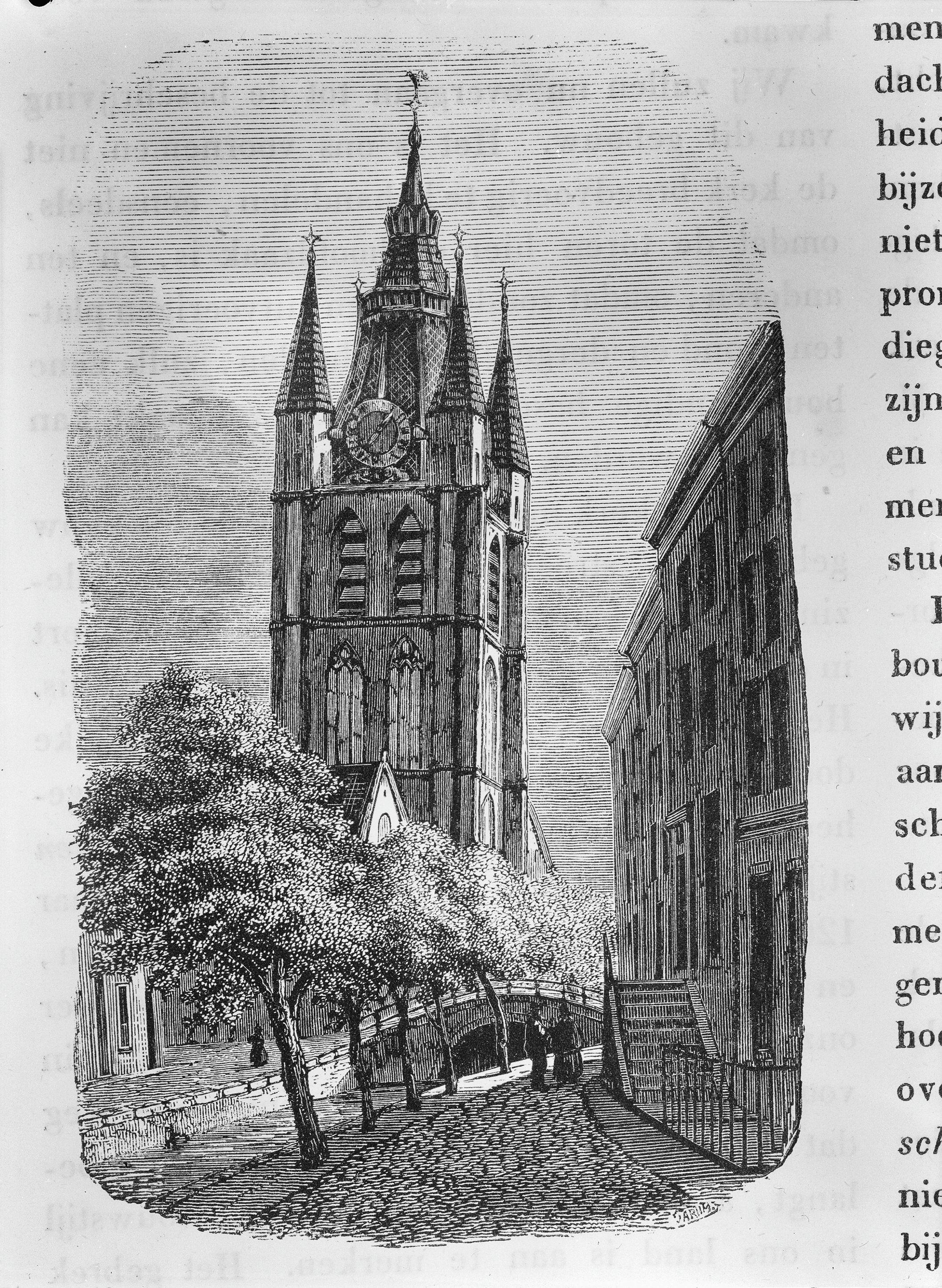
De oude kerk te Delft, waar Hendrik van der Woerd werd vermoord in mei 1359

### Opstand vanuit Delft
Van der Woerd, wanneer hij met naam en toenaam wordt genoemd in de periode 1358-59, trok met Gijsbrecht van Nijenrode, Jan van Kervena en andere Kabeljauwse edelen plunderend het achterland van Delft door en de kastelen van Polanen en Binkhorst moesten het eveneens ontgelden. Ze raakte tot in 's-Gravenhage waar zelfs de gevangenis werd opengebroken om medestanders te bevrijden en zonder veel moeite weer in Delft terug te keren.
Wat volgde was het Beleg van Delft door Albrecht van Beieren, waar de burgers en Kabeljauwse opstandelingen weken werden belegerd en uitgehongerd. Tussen 20 en 29 mei was er sprake van een overgave en de Kabeljauwse edelen Gijsbrecht van Nijenrode, Jan van Kervena en hun volgelingen wisten te ontsnappen. Hendrik van der Woerd werd echter gepakt tijdens zijn ontsnappingspoging en werd op de oude kerk toren, waar hij zich had verstopt, onthoofd met het zwaard